# ساندرو بوركى
ساندرو بوركى (16 سبتمبر 1985 بكانتون أرجاو في سويسرا - ) هو لاعب كرة قدم سويسري في مركز الوسط. شارك مع منتخب سويسرا تحت 17 سنة لكرة القدم ومنتخب سويسرا لكرة القدم. أما مع النوادي، فقد لعب مع بايرن ميونخ الثاني وبايرن ميونخ ونادي آراو ونادي زيورخ ونادي فادوتس ونادي يانغ بويز ونادي ويل.

## مسيرته الكروية
لعب ساندرو بوركى خلال مسيرته الاحترافية مع 6 أندية في سبعة عشر موسمًا وسجل خلالها 29 هدفًا ضمن 410 مباراة. ولم يفز بأي موسم بالكأس أو بالدوري.
خاض ساندرو بوركى مسيرته مع نادي زيورخ في موسم 2001–02 لمدة موسم واحد، مشاركًا في 7 مباريات ولم يسجل أي هدف. ثم انتقل إلى نادي بايرن ميونخ ب في موسم 2002–03 لمدة موسم واحد، حيث شارك في مباراتين ولم يسجل أي هدف أيضًا. لينتقل بعدها إلى نادي يانغ بويز في موسم 2003–04 ولمدة موسمين، مشاركًا في 21 مباراة ولم يسجل أي هدف أيضًا. ثم انتقل إلى نادي ويل في موسم 2004–05 لمدة موسم واحد، مشاركًا في 15 مباراة سجل خلالها هدفًا واحدًا. هذا وانتقل لاحقًا إلى نادي فادوتس في موسم 2005–06 لمدة موسم واحد، مشاركًا في 32 مباراة سجل خلالها 7 أهداف. ثم انتقل بعدها إلى نادي آراو في موسم 2006–07 ليلعب معه أحد عشر موسمًا، مشاركًا في 333 مباراة سجل خلالها 21 هدفًا.

## وصلات خارجية
- ساندرو بوركى على موقع الاتحاد الدولي (مؤرشف)  (الإنجليزية)
- ساندرو بوركى على موقع قاعدة بيانات كرة القدم.إي يو (الإنجليزية)
- ساندرو بوركى على موقع ناشيونال فوتبول تيمز (الإنجليزية)
- ساندرو بوركى على موقع عالم كرة القدم.نت (الإنجليزية)